# Pays d'Aix Venelles Volley-Ball 2009-2010
Questa voce raccoglie le informazioni riguardanti il Pays d'Aix Venelles Volley-Ball nelle competizioni ufficiali della stagione 2009-2010.

## Organigramma societario
Area direttiva
- Presidente: Bernard Soulas

Area tecnica
- Allenatore: Boban Lozančić

## Rosa
| N° | Nome                 | Ruolo | Data di nascita   | Nazionalità sportiva |
| -- | -------------------- | ----- | ----------------- | -------------------- |
| 3  | Marijana Bašić       | C     | 12 settembre 1985 | Serbia               |
| 4  | Emilie Lladeres      | L     | 29 dicembre 1983  | Francia              |
| 5  | Leslie Turiaf        | S/O   | 15 maggio 1986    | Francia              |
| 6  | Camille Crousillat   | S     | 23 marzo 1990     | Francia              |
| 8  | Marie Frick          | P     | 21 marzo 1984     | Francia              |
| 9  | Célia Denis          | C     | 19 agosto 1990    | Francia              |
| 10 | Bénédicte Mauricette | C     | 1º giugno 1985    | Francia              |
| 11 | Veronika Vlásková    | S     | 18 novembre 1985  | Rep. Ceca            |
| 13 | Sandra Laforet       | P     | 25 marzo 1977     | Francia              |
| 14 | Amandine Mauricette  | S     | 1º giugno 1985    | Francia              |